# Carl Hansen Ostenfeld
Carl Emil Hansen Ostenfeld ( n. Carl Emil Ostenfeld-Hansen) (3 de agosto de 1873 - 16 de enero de 1931) fue un taxónomo botánico danés.
Se gradúa de la Universidad de Copenhague con la guía del profesor Eugenius Warming. Fue curador en el "Museo Botánico de 1900 a 1918, cuando pasa a profesor de Botánica at the Real Colegio de Veterinaria y Agricultura.
En 1923, con el retiro prematuro de Raunkiær, Ostenfeldt es profesor de Botánica en la Universidad de Copenhague y director del Jardín Botánico de Copenhague, posiciones que mantiene hasta su deceso en 1931. Fue miembro de la Royal Danish Academy of Sciences and Letters y sirvió en el directorio de la Fundación Carlsberg.
Ostenfeldt fue conocido como un explorador de la flora danesa, incluyendo al plancton marino, así como la flora de Australia Occidental.
Ostenfeld participa de la "Expedición Internacional Fitogeográfica" a las islas británicas en 1911. La partida científica estudió la flora de partes de Irlanda, Killarney, Connemara, The Burren.

## Honores
Una docena de especies y el epónimo Tierra de C.H. Ostenfeld en Groenlandia Este Central se nombraron en su honor.

## Algunas publicaciones
- Ostenfeld, CEH. & Johannes Schmidt 1901. Plankton fra det Røde Hav og Adenbugten. Videnskabelige meddelelser fra Dansk Naturhistorisk Forening 1901: 141-182

- Gelert, O & Ostenfeld, CEH. 1902. Flora Arctica - containing description of the flowering plants & ferns, found in the Arctic regions, with their distribution in these countries, illustrated by numerous figures in the text.
  - Parte 1. Pteridophyta, Gymnospermae & Monocotyledones. Copenhague, 1902

- Ostenfeld, CEH. 1908. On the immigration of Biddulphia sinensis Grev. and its occurrence in the North Sea during 1903-1907 & on its use for the study of the direction & rate of flow of the currents. Meddelelser fra Kommissionen for Danmarks Fiskeri- og Havundersøgelser: Serie Plankton 1 (6): 1-44

- Ostenfeld, CEH. & Ove Paulsen. 1910-1911. Marine plankton from the East-Greenland Sea (W 6° W Long, & N 73° 30’ N Lat): colectado × "Danmark-Expedition" 1906-1908. Meddelelser om Grønland bd. 43 (11)
  - I : Lista de diatomeas y flagelados / × C.H. Ostenfeld. 1910
  - II : Protozoa / × C.H. Ostenfeld. 1910
  - III : Peridiniales / × Ove Paulsen. 1910
  - IV : General remarks on the microplankton / by C.H. Ostenfeld and Ove Paulsen. 1911
- Ostenfeld, C. E. H. 1912. Some remarks on the International Phytogeographic Excursion in the British Isles. New Phytologist, 11: 114-127. (enlace roto disponible en Internet Archive; véase el historial, la primera versión y la última).
- Ostenfeld, C. H. (1912) Experiments on the Origin of Species in the Genus Hieracium (Apogamy and Hybridism). New Phytologist 11 (9): 347-354.

- Ostenfeld, CEH. 1915. Plants collected during the First Thule Expedition to the Northernmost Greenland. Meddelelser om Grønland, 51 (10)
- Ostenfeld, C. H. (1915) Ruppia anomala sp. nov., an Aberrant Type of the Potamogetonaceae. Bulletin of the Torrey Botanical Club 42 (12): 659-662

- Ostenfeld, CEH. 1916. Contributions to West Australian Botany, part I: Introduction, The sea-grasses of West Australia. Dansk Botanisk Arkiv, 2(6): 1-44

- Ostenfeld, CEH. 1918a. Contributions to West Australian Botany, part II: Stray notes from the tropical West Australia. Dansk Botanisk Arkiv, 2(8) : 1-29

- Ostenfeld, CEH. 1918b. Contributions to West Australian Botany, part II: A revision of the West Australian species of Triglochin, Crassula (Tillaea) & Frankenia. Dansk Botanisk Arkiv, 2(8) : 30-55

- Ostenfeld, CEH. 1921. Contributions to West Australian Botany, part III : Additions & notes to the flora of extra-tropical W Australia. Biologiske Meddelelser, Kongelige Danske Videnskabernes Selskab, 3(2): 1-144

- Ostenfeld, CEH. 1923. Critical Notes on the Taxonomy & Nomenclature of Some Flowering Plants from Northern Greenland (IIª Expedición a Thule 1916-1918). Meddelelser om Grønland, 64

- Ostenfeld, CEH. 1923. Flowering Plants & Ferns from Wolstenholme Sound (ca. 76°30' N Lat) & Two Plant Lists from Inglefield Gulf and Inglefield Land (77°28' & 79°10' N Lat) (IIª <expedición a Thule 1916-1918). Meddelelser om Grønland, 64: 189-206

- Ostenfeld, CEH. 1924. The Vegetation of the North-Coast of Greenland. Based upon the late Dr. Th Wulff's collections & observations (II Thule Expedition 1916-1918). Meddelelser om Grønland, 64: 221-268
- Ostenfeld, C.H. (1925) Vegetation of North Greenland. Botanical Gazette 80 (2): 213-218
- Ostenfeld, CEH. 1925. Some Remarks on Species and Chromosomes. Am. Naturalist 59 (662): 217-218

- Ostenfeld, CEH. 1926. The flora of Greenland and its origin. Biologiske Meddelelser, Kongelige Danske Videnskabernes Selskab, 6, 1-71

- Ostenfeld, CEH. 1931. The distribution within Denmark of the higher plants. Results of the topographic-botanical investigation. 1: A brief historical survey of the investigation. Det Kongelige Danske Videnskabernes Selskabs Skrifter, Naturvidenskabelig og Mathematisk Afd., 9. Række, 3(1)

- Ostenfeld, CEH. & Johannes Grøntved. 1934. The Flora of Iceland & Faroe Islands. Copenhague, 1934

- La abreviatura «Ostenf.» se emplea para indicar a Carl Hansen Ostenfeld como autoridad en la descripción y clasificación científica de los vegetales.[4]